# Warreopsis
Warreopsis es un género de orquídeas . Tiene cuatro especies. Es originario de Panamá al norte de Venezuela y Ecuador.

## Características
Son orquídeas de hábitos terrestres, rara vez epífitas, monopodiales con tallos gruesos que crecen de pseudobulbos con hojas lanceoladas. La inflorescencia es axilar, erecta de hasta 1 m de largo con forma de espiga con numerosas flores.

## Etimología
El nombre del género viene del género hermano Warrea  y del griego opsis (similar) por el gran parecido entre ambos género.

## Especies
| - Warreopsis colorata - Warreopsis pardina - Warreopsis parviflora - Warreopsis purpurea |